# Agoraea ruficauda
Agoraea ruficauda là một loài bướm đêm thuộc phân họ Arctiinae, họ Erebidae.